# Хо Бон Чхоль
Хо Бон Чхоль (род. 21 августа 1959) — северокорейский тяжелоатлет, серебряный призёр летних Олимпийских игр 1980 года в Москве, олимпийский рекордсмен.

## Карьера
На Олимпиаде в Москве Чхоль занял второе место с результатом в сумме двоеборья 245 кг (110 кг + 135 кг), уступив представителю СССР Каныбеку Осмоналиеву (107,5 + 137,5) и опередив своего соотечественника Хана Гён Си (110 + 135). Поскольку все медалисты показали одинаковый результат, первенство определялось по собственному весу атлетов, который оказался наименьшим у советского спортсмена. По ходу соревнований Чхолем были установлены два олимпийских рекорда — 110 кг в рывке и 245 кг в сумме двоеборья. В рамках олимпийского турнира также были разыграны медали 54-го чемпионата мира по тяжёлой атлетике.